# História da agricultura no Brasil
A História da agricultura no Brasil retrata desde o período pré-colonial, quando os indígenas praticavam a agricultura de subsistência, chegando ao período contemporâneo onde predomina a tecnologia e mecanização agrícola.

## Primórdios

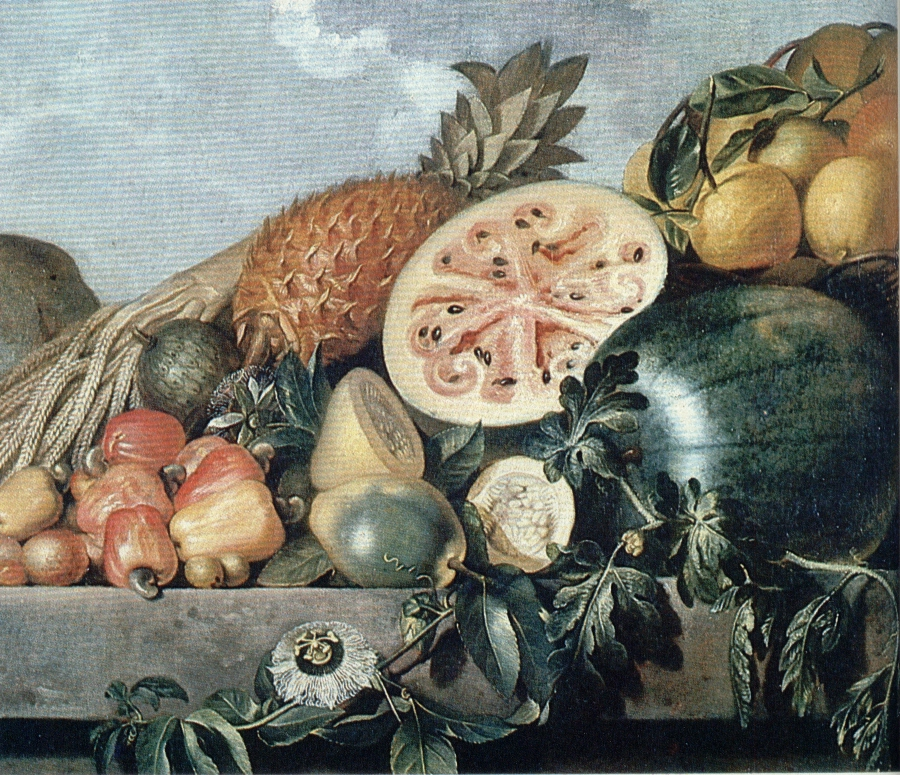
Frutas brasileiras, por Albert Eckhout durante o domínio holandês em Pernambuco.

A agricultura era uma prática conhecida pelos nativos, que cultivavam a mandioca, o amendoim, o tabaco, a batata-doce e o milho, além de realizarem o extrativismo vegetal em diversos outros cultivares da flora local, como o babaçu ou o pequi, quer para alimentação quer para subprodutos como a palha ou a madeira, e ainda de frutas nativas como a jabuticaba, o caju, a cajá, a goiaba e muitas outras.
Com a chegada dos europeus, os indígenas não apenas receberam a cultura mais forte e dominante, como influenciaram os que chegavam: O português passara "a nutrir-se de farinha de pau, a abater, para o prato, a caça grossa, a embalar-se na rede de fio, a imitar os selvagens na rude e livre vida", no dizer de Pedro Calmon.
Até a introdução do cultivo de exportação, o extrativismo do pau-brasil, foi a primeira razão econômica da posse das novas terras por Portugal.

## Brasil Colônia: a monocultura da cana

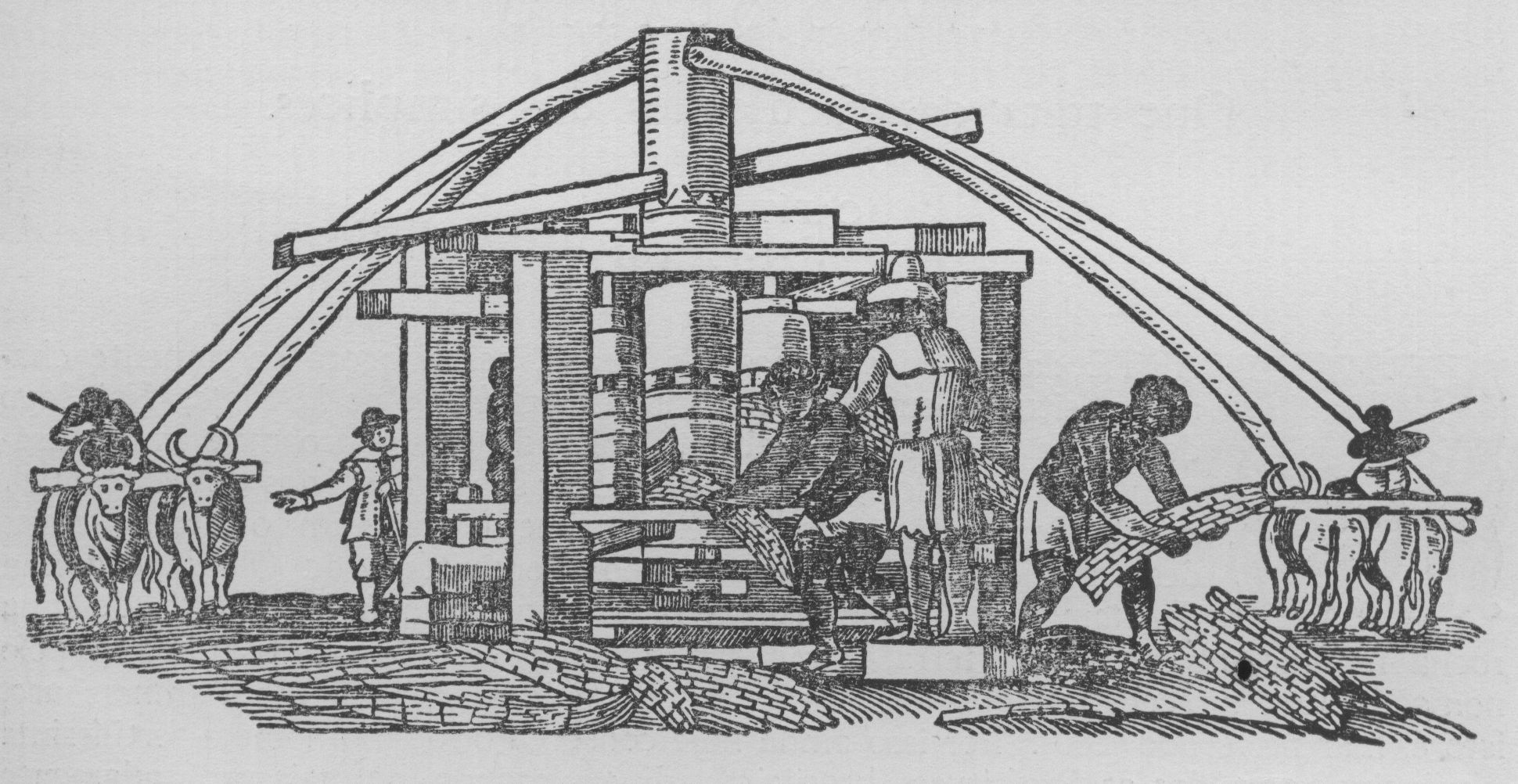
O açúcar atraiu o colonizador, fez virem os escravos da África e provocou a invasão do território.
A imagem retrata um engenho holandês, na obra Historia Naturalis Brasiliae, de 1648.

Logo após o Descobrimento, as riquezas naturais da terra não se revelaram promissoras, até a introdução da produção de cana-de-açúcar na região Nordeste, principalmente em Pernambuco. Isto obrigou os portugueses a introduzirem a mão-de-obra escrava, capaz de realizar as duras tarefas de cultivo da monocultura, sistema muitas vezes chamado de plantation. Essa fonte de riqueza, entretanto, não serviu para a promoção do desenvolvimento técnico ou social.
A concentração da riqueza e a formação de latifúndios geraram um sistema social quase feudal - diverso do que ocorreu, por exemplo, na América do Norte, onde a terra foi dividida em pequenas propriedades. A economia brasileira era em sua maior parte dependente da exportação do açúcar, que a despeito de ser trinta por cento mais barato que o produzido noutras partes, não possuía acesso aos mercados, vindo a declinar na segunda metade do século XVII. Muitas regiões produtoras, então, passaram a diversificar a produção, passando ao plantio do algodão, como em Pernambuco, ou, na Bahia, do tabaco ou do cacau - embora o legado negativo desse período tenha permanecido: a estrutura social arcaica e a baixa tecnologia agrícola.

## Brasil Império: domínio do café

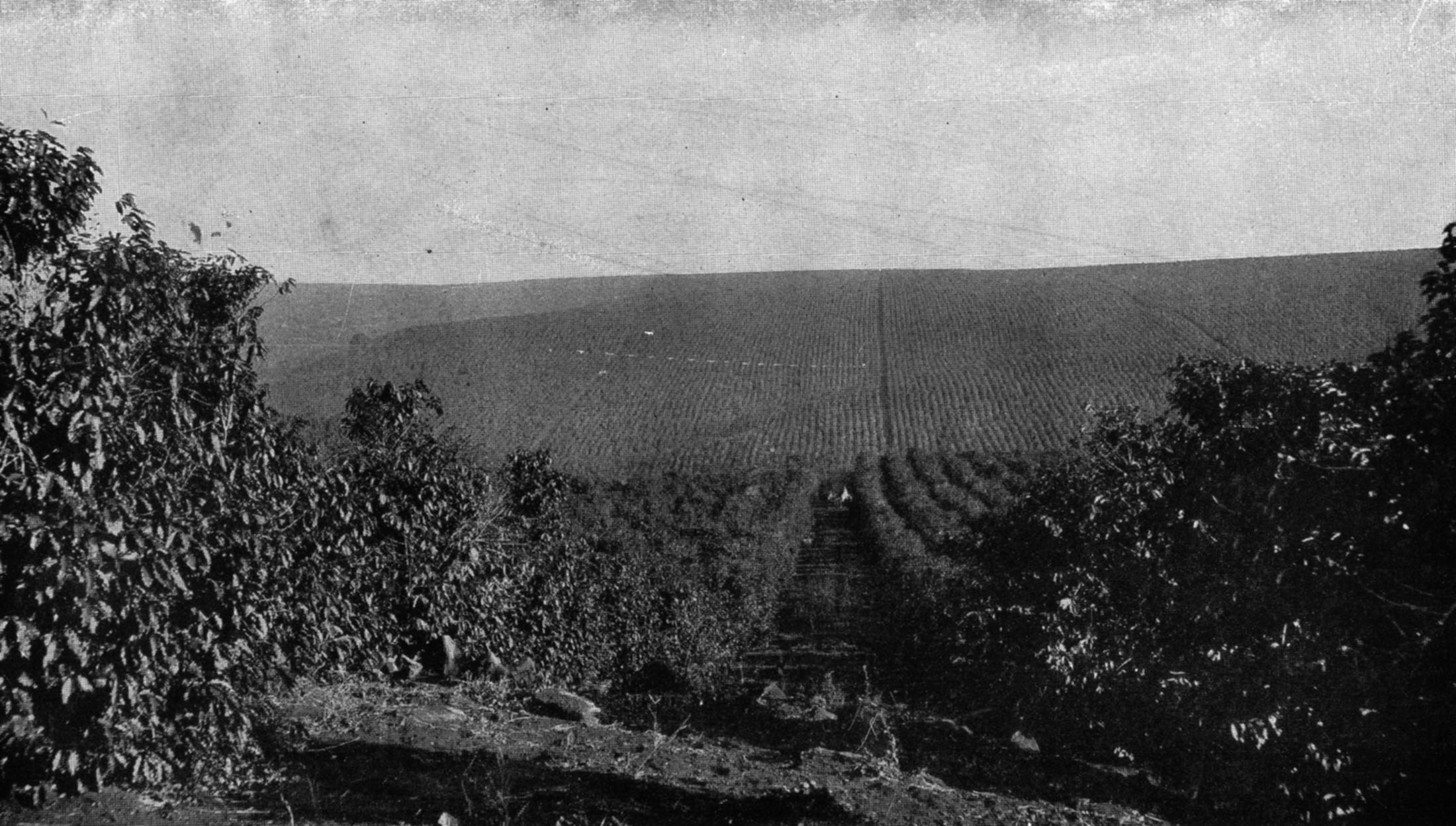
Plantação brasileira de café, no começo do século XX.

Ainda no final do período colonial o café foi introduzido no país. Mas foi somente após a independência que a produção se consolidou na região Sudeste, sobretudo no estado de São Paulo. A exportação, que no começo do século XIX era de 3.178 mil sacas de 60 kg, passou a 51 milhões e 361 mil sacas, nas décadas de 1880 e 1890 - saltando de dezenove por cento para cerca de sessenta e três por cento do total da exportação do país.
Esse enorme peso econômico fez surgir uma nova oligarquia dominante no Brasil, os chamados Barões do Café. Apressou, ainda, os movimentos de imigração, com o fim da escravidão, atingindo seu ápice nas chamadas política do café-com-leite e política dos governadores, esta última no governo Campos Sales, até a crise de 1929 encerrar este ciclo na década de 1930 e com a industrialização do país - com o capital oriundo do excedente cafeeiro.

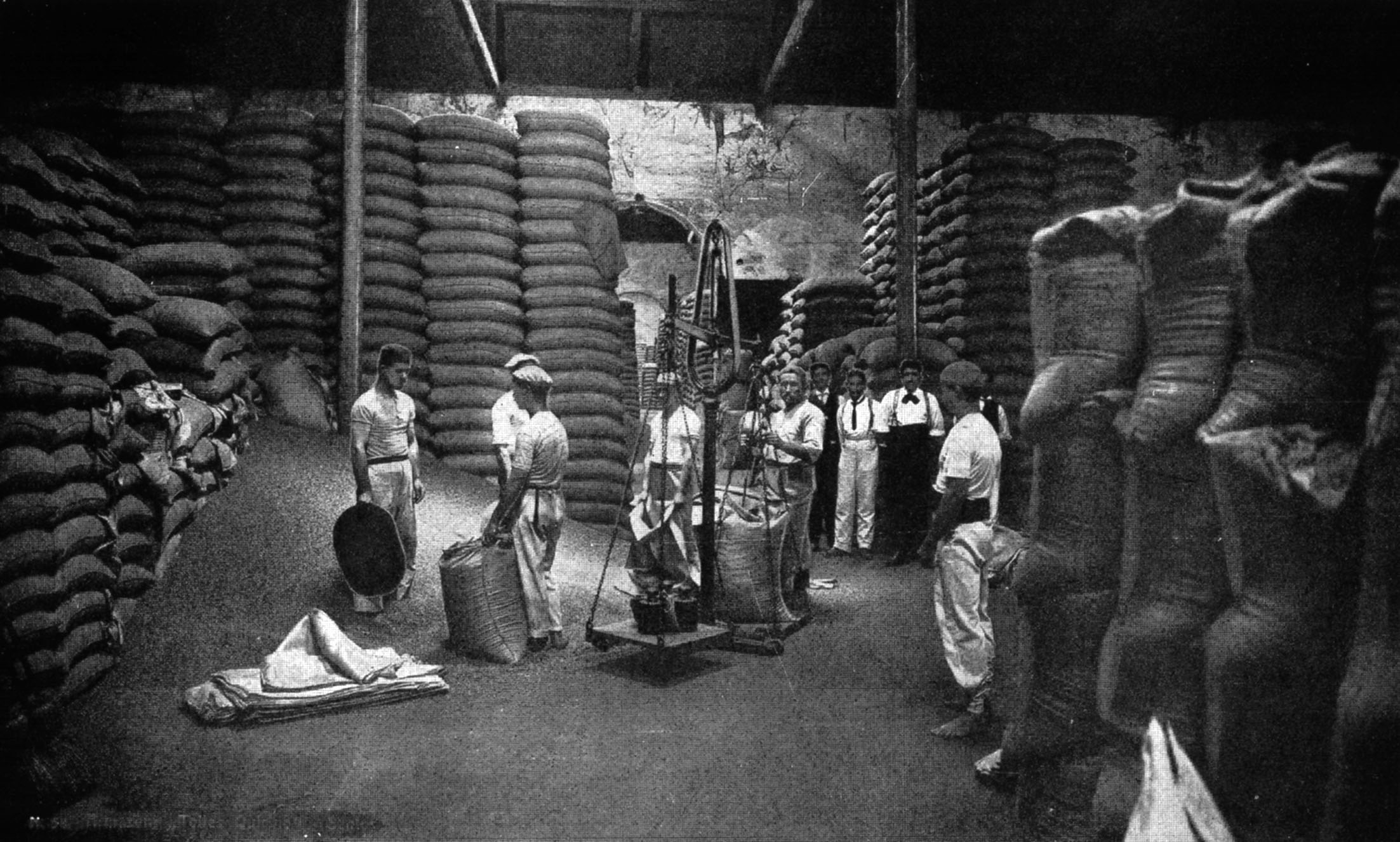
Ensacamento para exportação, no auge do ciclo do café.

A imigração européia se acentuou com a produção do café no oeste paulista, com a chegada ao país sobretudo de italianos. A riqueza gerada pelo produto acentuou as diferenças entre as regiões brasileiras, especialmente o Nordeste.
Além do café outras culturas tiveram crescimento ainda no século XIX, como o fumo e o cacau, na Bahia, e a borracha na Amazônia: em 1910 a borracha representava em torno de quarenta por cento das exportações. O algodão assistiu um crescimento temporário, durante a Guerra de Secessão, nos Estados Unidos da América.

## Anos 1950
No pós-guerra tem início no país o debate que indicava o atraso no setor agrícola como um dos obstáculos ao desenvolvimento e à industrialização que se projetava na Era Vargas, nos entendimentos entre o país e os Estados Unidos. O modelo a ser adotado recebia forte influência da CEPAL, organismo da ONU sediado no Chile.
O atraso do campo não atendia mais à demanda dos grandes centros urbanos, e cidades como São Paulo, Rio de Janeiro e Recife sofriam com escassez de gêneros básicos como açúcar, trigo, feijão e outros.

## Diversificação agrícola: anos 1960 a 1990

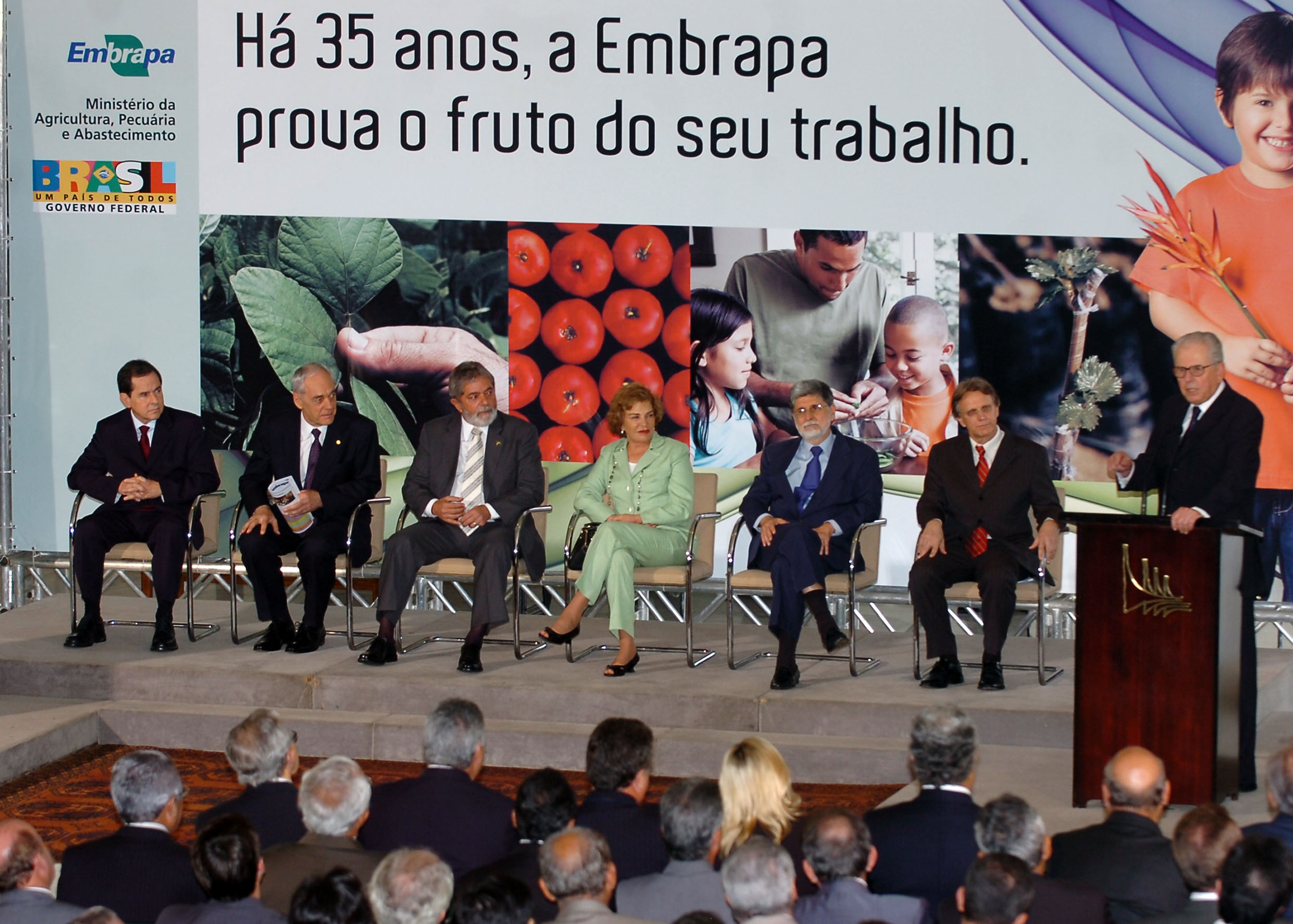
O ex-ministro, Luís Fernando Cirne Lima, fundador da Embrapa, em palestra pelos 35 anos da entidade. Brasília, 2008, José Cruz/ABr.

Após o período de forte influência da CEPAL, tem lugar os estudos feitos pelo Instituto de Estudos Brasileiros, fundado em 1962. No ano seguinte tinham início as Reformas de base de João Goulart, provocando forte reação dos latifundiários. No meio acadêmico duas correntes se debatiam, uma dizendo que o país possuía uma estrutura feudal no campo, ao passo que intelectuais como Prado Júnior defendiam que a estrutura rural era capitalista; em ambos os casos pregava-se a reforma agrária como meio de melhoria do sistema econômico; também se falava em alterações constitucionais, e todo esse quadro gerou a oposição acirrada dos conservadores, e que culminaram com o Golpe Militar de 1964.
Durante o regime militar foi criada em 1973 a EMBRAPA (Empresa Brasileira de Pesquisa Agropecuária), com o objetivo de diversificar a produção agrícola. O órgão foi responsável pelo desenvolvimento de novos cultivares, adaptados às condições peculiares das diversas regiões do país. Teve início a expansão das fronteiras agrícolas para o cerrado, e latifúndios em escala semi-industrial de soja, algodão e feijão.
Dentre os pesquisadores da Embrapa que possibilitaram a incrementação da revolução verde na agricultura brasileira, destaca-se a pesquisadora tcheca-brasileira Johanna Döbereiner que, com suas pesquisas sobre os microrganismos fixadores de nitrogênio, por sua amplitude mundial, rendeu-lhe, em 1997, a indicação para receber o Prêmio Nobel de Química.
Em 1960 eram quatro os principais produtos agrícolas exportados; no começo da década de 1990 estes passaram a dezenove. O avanço nestes trinta anos incluiu o beneficiamento: nos anos 60 os produtos não-beneficiados eram oitenta e quatro por cento do total exportado, taxa que caiu a vinte por cento, no começo da década de 90.
As políticas de fomento agrícola incluíam créditos subsidiados, perdão de dívidas bancárias, e subsídios à exportação (que, em alguns casos, chegou a cinquenta por cento do valor do produto).

## Mecanização: os anos 1990

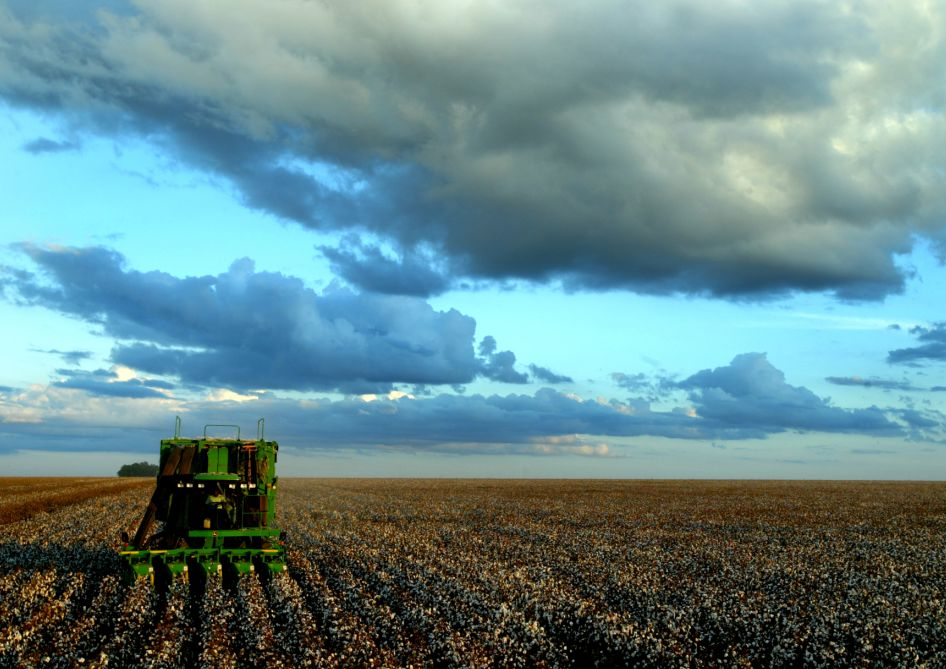
Colheitadeira em uma plantação de algodão brasileira.

A partir de 1994, com a estabilização monetária do Plano Real, o modelo agrícola brasileiro passou por uma radical mudança: o Estado diminuiu sua participação e o mercado passou a financiar a agricultura que, assim, viu fortalecida a cadeia do agronegócio, desde a substituição da mão-de-obra por máquinas (houve uma redução da população rural brasileira, que caiu de vinte e um milhões e setecentas mil, em 1985, para dezessete milhões e novecentas mil pessoas em 1995), passando pela liberação do comércio exterior (diminuição das taxas de importação dos insumos), e outras medidas que forçaram os produtores brasileiros a se adaptarem às práticas de mercado globalizado. O aumento da produtividade, a mecanização (com redução dos custos) e profissionalização marcam esse período.

## Desenvolvimentos sobre a agricultura no Brasil
A historiografia agrícola do país surge com uma nova visão a partir da década de 1930, com o lançamento da obra Casa-Grande e Senzala de Gilberto Freire e Evolução Política do Brasil, de Caio Prado Júnior, ambos de 1933, além de outras obras posteriores.
A partir da Guerra Fria a historiografia brasileira passou a dar maior enfoque à economia e aos fatores de produção, até que na década de 1970 surgem os primeiros trabalhos voltados especificamente para o setor agrícola.
Os defensores das ideias marxistas produzem grandes embates, que se esvaziam com o Golpe Militar de 1964. Obras como Formação Econômica do Brasil, de Celso Furtado (1959), "Da Senzala à Colônia", de Emília Viotti da Costa e "A Revolução Brasileira", de Caio Prado Jr. (ambos de 1966) trazem importantes contributos para a compreensão do passado agrícola, permitindo que na década de 1970 a produção específica sobre agricultura tivesse espaço. Otávio Guilherme Velho, na Inglaterra, Kátia Mattoso, na Bahia, são nomes que passam a abordar a temática, não mais apreciando os dados oficiais, mas pesquisando ampla documentação. Surge o debate acerca dos modos de produção, que destacam nomes como Ciro Flamarion Cardoso, Jacob Gorender e Antônio Barros de Castro.
Um maior impulso às pesquisas deu-se com a criação do CPDA, em 1977 e, desde então, as pesquisas da história da agricultura brasileira passaram a incorporar estudiosos de diversas áreas das ciências humanas (como sociólogos, economistas, filósofos, etc.).
Além das pesquisas centralizadas no Rio de Janeiro, estas passaram a se desenvolver noutros estados, em que se destaca o papel do Arquivo Público da Bahia, faculdades de Minas Gerais, etc., que muito contribuem para a ampliação do conhecimento historiográfico do setor agrícola no país.